# Молодняги
Молодняги — річковий острів на Дніпрі. Територіально знаходиться в межах Піщанської громади Золотоніського району Черкаської області, біля колишнього села Бубнів.

## Опис
Острів неправильної овальної форми, витягнутий зі сходу на захід, має довжину 3 км, ширину — 1 км. Майже повністю вкритий лісовою рослинністю та заболочений. Дуже порізаний вузькими річкоподібними затоками Дніпра. Від його лівого берега відділяється рукавом Дніпра Горіхівкою. Острів ненаселений.
Згадується у творі Михайла Максимовича «Бубнівська сотня»:
|  | На закінчення згадаю про острови дніпровські, прилеглі до нашої сотні. Невелике річище Бубновське обтікає острів Молодняги, а річище Козарка від Старика-Дніпра відділяється великим островом Шелестовим. |

Також острів зображений на карті-трьохверстовці Російської Імперії та німецькій карті.